# 青宮鑑
青宮 鑑（あおみや かがみ、1998年1月8日 - ）は、日本のグラビアアイドル、モデル、女優。G☆Girlsの元メンバー。身長173cm。
東京都出身、ZERO-ONE SONIC PRODUCTION所属。以前はフィットワンに所属していた。

## 来歴
2009年デビュー。2日続けて同じ事務所から声をかけられたということで、これも何かの運命かと思って芸能界入りを決めたという。
2011年、雑誌『ラブベリー』にモデルとして登場するも、程なくして休刊（2012年）の憂き目に遭う。
2012年、芸名を「Kagami」に変更。
2014年2月3日、「ミスFLASH 2014」グランプリに選ばれる。3月、スパイラルジャパンからフィットワンに移籍。新ブログを立ち上げる。4月16日、イメージDVD「ミスFLASH2014 kagami」がリリースされた。同月19日、FLASH発のグラビアアイドルユニット「G☆Girls」（ジー・ガールズ）加入（担当色：紫）。11月26日、自身が参加したG☆Girlsの5thシングル「RAINMAKER」がリリースされた。
2016年3月、高校を卒業。同年4月、短大に進学（保育専攻）。
2017年3月3日、自身が参加したG☆Girlsの6thシングル「ダイヤモンドラブ （c/w FURACHI）」がリリースされた。
2018年4月、ZERO-ONE SONIC PRODUCTIONに移籍、芸名を「青宮 鑑」に変更。事務所のプロフィールによると「今後女優への転身へと更なる活動の場を広げていく（原文ママ）」とのこと。5月31日、G☆Girlsを脱退。

## 人物
- 趣味は買物、映画鑑賞、スポーツ観戦。
- 特技はフラフープ、跳び箱。ミスFLASH2014授賞式ではフラフープを披露していた[7]。

## 出演

### テレビ番組
- 「乙女の天然水」（2014年12月5日、BS11）
- 「東京オーディション（仮）」（2015年、TOKYO MX）

### ラジオ番組
- 「大竹まこと ゴールデンラジオ!」（文化放送、2014年2月11日）ゲスト（尾崎礼香と共に出演）[8]

### 雑誌
- ラブベリー （2011年9月号、徳間書店）
- ラブベリー （2011年11月号、徳間書店）
- ラブベリー （2012年1月号、徳間書店）
- FLASH （2014年2月18日号、光文社）「発表! ミスFLASH2014 inバリ」ミスFLASH2014グラビア
- FLASH （2014年2月25日号、光文社）「ミスFLASH2014 Kagami」グラビア
- FLASH （2015年2月10日号、光文社）「ミスFLASH2014 卒業リレーグラビア　kagami」
- FLASH ダイアモンド （2016年4月30日増刊号、光文社）「G☆Girlsが実食!!「水着で汗だくラーメン道」～超実力店６店を直撃～」
- wrap（トランスワールドジャパン）

### イベント
- 「UNIVERSAL BRAEK COLLECTION at赤坂BLITZ ファッションショー」（2013年2月20日、赤坂BLITZ）
- 「メタリカ・スルー・ザ・ネヴァー」ブルーレイ＆DVD発売記念イベント」前説[9]（2014年4月2日、シネマート新宿）
- 「Ravijour 2014 WINTER COLLECTION FASHION SHOW」（2014年10月8日、ラフォーレミュージアム六本木）
- 「G☆Girls」ライブパフォーマンス（2014年 - 2018年）
- TOKYO GRAVURE IDOL FESTIVAL 2017（2017年8月4日 - 6日、TOKYO IDOL FESTIVAL 2017　GRAND MARKET）[10]

### 舞台
- u-you.company 15th STAGE「ハッピーゴー☆アンラッキー」（2015年6月17日 - 22日、下北沢・Geki地下Liberty）

### DVD
かがみ名義
- Opus Precious vol.14（2009年5月10日、オーパスプレシャス）
- Opus Precious vol.15（2009年5月10日、オーパスプレシャス）
- セント・ラファエル vol.11（2009年5月10日、セント・ラファエル）
- セント・ラファエル vol.12（2009年5月10日、セント・ラファエル）
- Opus Precious vol.25（2010年1月25日、オーパスプレシャス）
- Opus Precious vol.26（2010年2月22日、オーパスプレシャス）
- FOREST OF ANGEL Vol.2（2010年5月26日、フォレストオブエンジェル）
- FOREST OF ANGEL Vol.4（2010年6月26日、フォレストオブエンジェル）
- FOREST OF ANGEL Vol.7（2010年7月26日、フォレストオブエンジェル）
- FOREST OF ANGEL Vol.10（2010年8月26日、フォレストオブエンジェル）
- FOREST OF ANGEL Vol.14（2010年11月16日、フォレストオブエンジェル）
- もももも vol.3（2010年11月26日、パンテオンラブ）

共演
- キラメキTeen’s Girl ももえたん・かがみちゃん （2010年11月6日、テクニカル・スタッフ）共演：新野百恵

Kagami名義
- 美少女H（2012年12月21日、スパイスビジュアル）
- 美少女H〜卒業そして旅立ち（2013年03月29日、スパイスビジュアル）
- ミスFLASH2014 Kagami（2014年4月16日、イーネット・フロンティア）

### CD
- G☆Girls「RAINMAKER」（2014年11月26日発売、South to North Records）
- G☆Girls「ダイヤモンドラブ （c/w FURACHI）」（2017年3月3日発売、tokyo torico）
- G☆Girls「熱っ波っ波 （c/w TOKYOシンデレラ）」（2017年8月23日発売、tokyo torico）
- G☆Girls「Raise a Flag（c/w 春の風が吹く街に）」（2018年3月14日発売、tokyo torico